# Baza Dulce
Baza Dulce (eng. Dulce Base), naziv za tajno podzemno postrojenje američke vojske u blizini gradića Dulce u Novom Meksiku, čije postojanje nije potvrđeno. Spominje se u kontekstu izvanzemaljskih otmica i tajnih eksperimenata koji se, navodno provode u toj vojnoj bazi.
Skeptici vjeruju da su priče o Bazi Dulce tek urbana legenda, no s druge strane, postoje određena svjedočanstva osoba koje tvrde da su tamo radile i koje su javnosti izložile prve informacije o njenom postojanju.

## Povijest
Prve informacije o Bazi Dulce datiraju iz 1933. godine, da bi od 1950. u javnost počele polako izlaziti informacije o njenom postojanju. Te tvrdnje postaju kasnih 1970-ih godina sve češće. Tada je, prema tvrdnjama ufologa, postignut tajni sporazum između vlade SAD-a i grejsa. Povod tom sporazumu bile su vrlo česti slučajevi sakaćenja goveda, koji su eskalirali u SAD-u početkom 1960-ih godina. U tom razdoblju vrlo su često pronalaženi i mrtvi ljudi sa sličnim ranama na tijelu i te slučajeve kriminalistička istraga nikada nije riješila. Ufolozi vjeruju da su iza tih slučajeva stajali upravo grejsi koji su izdvajali žlijezdane stanice iz dijelova mrtvih ljudi i goveda, koje su koristili za prehranu, ali i za kloniranje novih grejsa u svojim laboratorijima.
Američke vlasti sklopile su tajni sporazum s grejsima kojim im je obećana tehnološka pomoć od strane SAD-a i dozvoljeno neometano stvaranje tajnih vojnih baza. U zamjenu, vlada SAD-a zatražila je popis ljudi koje su grejsi oteli i podvrgnuli sakaćenju.
Godine 1947. američka vojska započela je neobične aktivnosti u blizini gradiće Dulce. Prema svjedočanstvu stanovnika, vojska je izgradila cestu kojom su svakodnevno prolazili kamioni, prevozeći različitu opremu. Nakon izvjesnog vremena, vojska je blokirala i uništila cestu.

## Izgled baze
Prema prikupljenim svjedočanstvima, baza Dulce navodno se sastoji od sedam podzemnih etaža u kojima boravi velik broj grejsa. Mnogi dijelovi baze izgrađeni su pomoću izvanzemaljske tehnologije. Dizala nemaju kabele i kontroliraju se magnetnim putem. Sustav magneta instaliran je unutar zidova. Ne postoje konvencionalne električne kontrole i čitava unutrašnjost kontrolira se naprednom magnetometrijom.
Na prvoj etaži nalaze se prostorije za komunikaciju. Na drugoj su strojevi za bušenje tunela i tu se počinju primjenjivati stroge mjere kontrole i sigurnosti. Na trećoj etaži nalaze se uredi onih koji upravljaju bazom. Četvrta etaža sadrži najmodernije laboratorije. U njima se navodno izvode hipnotički i parapsihološki pokusi. Na šestoj etaži nalaze se laboratoriji u kojima se izvode različiti genetsko-biološki eksperimenti na ljudima i životinjama, dok se na sedmoj razini nalaze tisuće ljudi koji su zamrznuti i stavljeni u svojevrsne odjeljke.